# Déclaration constitutionnelle égyptienne de 2011
Pour les articles homonymes, voir Déclaration constitutionnelle égyptienne.
Lire en ligne

Déclaration constitutionnelle de 2011 sur le site de l'université de Perpignan

Constitution égyptienne de 1971 Constitution égyptienne de 2012
La Déclaration constitutionnelle de la République arabe d'Égypte (arabe : الإعلان الدستوري) est la loi fondamentale provisoire de l'Égypte de 2011 à 2012.

## Histoire
En 1971, le président égyptien Anouar el-Sadate fait adopter par référendum une nouvelle constitution lors d'un référendum pour remplacer la constitution de 1956. En 1980, la constitution est profondément amendée en 1980 avec la suppression des limites de mandat présidentiels, de l'instauration de la charia, de la création du Conseil de la Choura et un certain multipartisme. Cette constitution est ensuite amendée en 2005 et 2007.
Le 25 janvier 2011, pendant le Printemps arabe et après la chute du président tunisien Ben Ali, l'Égypte connaît à son tour des manifestations. Le 10 février, Hosni Moubarak annonce l'amendement prochain de cinq articles de la constitution.
Après le départ de Hosni Moubarak, l'armée prend le pouvoir et fait adopter une déclaration constitutionnelle qui est adoptée par référendum le 19 mars 2011.

## Amendements

### Déclaration constitutionnelle complémentaire du 17 juin 2012
Le 17 juin 2012, après la dissolution par la Haute Cour constitutionnelle du Parlement égyptien, le Conseil suprême des forces armées récupère le pouvoir législatif par une déclaration constitutionnelle.

### Décret constitutionnel du 8 juillet 2012
Le 8 juillet 2012, quelques jours après sa prise de fonction, le président égyptien Mohamed Morsi annule la dissolution de l'Assemblée du Peuple mais ce décret est annulé deux jours plus tard.

### Déclaration constitutionnelle complémentaire du 22 novembre 2012
Le 22 novembre 2012, le président Mohamed Morsi rédige une déclaration complétant la déclaration constitutionnelle de 2011. et qu'il décrit comme des décisions prises dans le but de protéger la révolution.
Les décisions prises dans cette déclaration sont : 
- La réouverture des procès impliquant des responsables des morts pendant la révolution  ;
- Les décisions prises par le président deviennent définitives et ne peuvent être annulées par la justice ;
- Le procureur général est désormais nommé par le président ;
- Prolongation de deux mois du délai donné à la Constituante pour finaliser la nouvelle constitution ;
- Une immunité est octroyée aux membres du Conseil de la Choura et la Constituante qui ne peuvent plus être dissouts.

Le 9 décembre suivant, ce décret est annulé à la suite d'émeutes.

## Contenu
La déclaration constitutionnelle définit l'Égypte comme un «État démocratique», qui prend en compte la souveraineté du peuple, et un pays arabe. Il est dirigé par un système politique semi-présidentiel.
Aussi, cette déclaration consacre le pluralisme politique mais les partis établis sur une base religieuse, sexuelle ou raciale sont interdits.
Par ailleurs, la liberté individuelle est considérée comme un droit naturel et tous les citoyens sont égaux. Cette déclaration constitutionnelle garantit la liberté de culte et la protection de la vie privée mais aussi les libertés fondamentales comme la liberté d'expression, la liberté de la presse et de publication mais aussi la liberté de réunion.

### Les différents pouvoirs

#### Pouvoir exécutif
Le pouvoir exécutif se compose du président, du Premier ministre et du gouvernement. Le président nomme le Premier ministre en tenant compte des résultats des élections législatives. Par ailleurs, le président a le droit de limoger le Premier ministre sans l'accord du Parlement mais nomme les membres du gouvernement avec l'accord du Premier ministre. Le président peut accomplir au maximum deux mandats de 4 ans.
Pour pouvoir se présenter à l'élection présidentielle, le candidat doit avoir au moins 40 ans, ne posséder que la nationalité égyptienne et son conjoint ne doit pas être étranger. Les parents du candidats doivent être égyptiens seulement et ne doivent pas être binationaux. Enfin, le candidat ne doit pas perdre ses droits politiques et civiques.
Pour pouvoir se présenter à la présidentielle, le candidat doit recueillir trente parrainages de membres du Parlement ou 30 000 parrainages de citoyens dont 1000 au moins par gouvernorat. Les partis qui ont gagné au moins un siège au Parlement sont dispensés de parrainages.

#### Pouvoir législatif
Selon la déclaration constitutionnelle, le Parlement est composé de deux chambres: l'Assemblée du peuple, la chambre basse, et le Conseil de la Choura, la chambre haute. 

#### Pouvoir judiciaire
Selon la déclaration constitutionnelle, le pouvoir judiciaire est indépendant du pouvoir exécutif et du pouvoir législatif et son but est de respecter le respect des lois par les deux premiers pouvoirs cités.

## Pages connexes
- Constitution égyptienne de 1971
- Constitution égyptienne de 2012
- Constitution égyptienne de 2014